# Hússzínű selyemkóró
A hússzínű selyemkóró vagy bíbor selyemkóró (Asclepias incarnata) a meténgfélék (Apocynaceae) családjába, a selyemkóró (Asclepias) nemzetségbe tartozó növényfaj.
Észak-Amerikában honos lágy szárú növény. A nedves talajt kedveli, gyakran fordul elő tavak, vízfolyások partján. Kerti növényként is termesztik szép virágaiért, melyek a pillangókat is vonzzák. Más selyemkórókhoz hasonlóan ennek a fajnak is mérgező tejnedve van, amit a rovarok és növényevő állatok ellen alkalmaz.

## Alfajai
- Asclepias incarnata subsp. incarnata L.
- Asclepias incarnata subsp. pulchra (Ehrh. ex Willd.) Woodson[4]

## Leírása
A hússzínű selyemkóró 100–150 cm magas, felálló szárú növény. Vastag húsú, fehér gyökere az igen nedves, oxigénszegény talajokhoz adaptálódott. Késő tavasszal hajt ki. Az átellenes állású, lándzsás levelek 7–15 cm hosszúak, hegyes csúcsban végződnek. Nyár elején vagy közepén virágzik, az apró, illatos, rózsaszínes-mályvaszín (néha fehér) virágok ernyővirágzatot alkotnak. A virágokat öt, visszahajló sziromlevél és egy kiemelkedő központi koronarész jellemzi. A virágok hímnősek, a növény öntermékeny, méhek, lepkék, bogarak porozzák be. 12 cm hosszú zöld toktermése megérve felhasad, és ezüstfehér repítőszőrös, világos- vagy sötétbarna, lapos magvakat bocsát útjára. Évelő növény, Magyarországon takarás nélkül is áttelel.

## Ökológiája
Csigák tápláléknövénye.

## Felhasználása
A hússzínű selyemkóró gyökéréből főzött tea féregűző, szélhajtó, vízhajtó, hánytató, erős hashajtó és étvágyfokozó hatású. A gyökér forrázatából erősítő fürdő is készíthető. A szár „kérgéből” jó minőségű fonál nyerhető, zsinegnek, de ruha anyagának is felhasználható. A mag héját párnák, vízlepergető tulajdonsága miatt pedig mentőmellények tömőanyagaként is felhasználják.

## Galéria

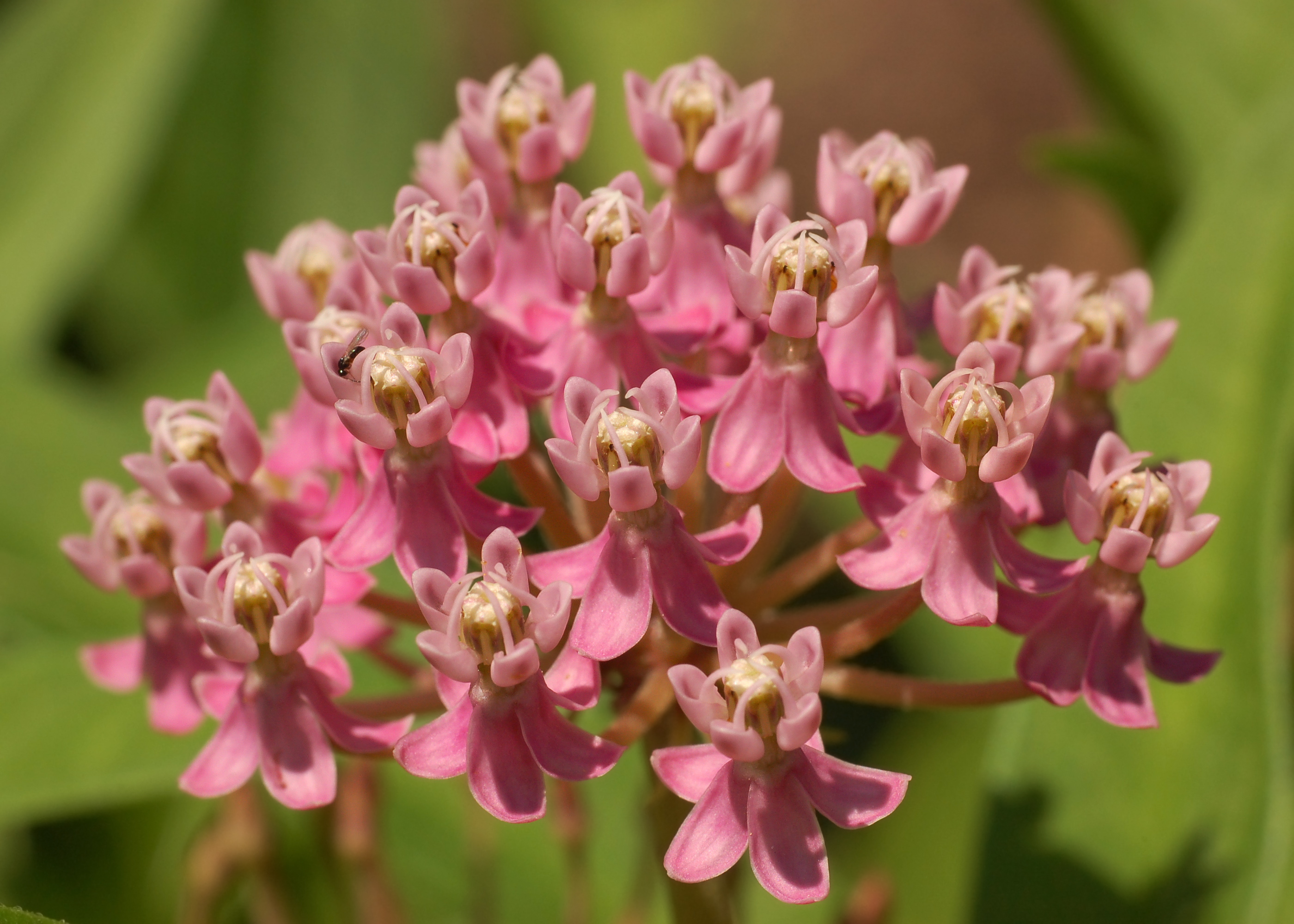
Virágai közelről
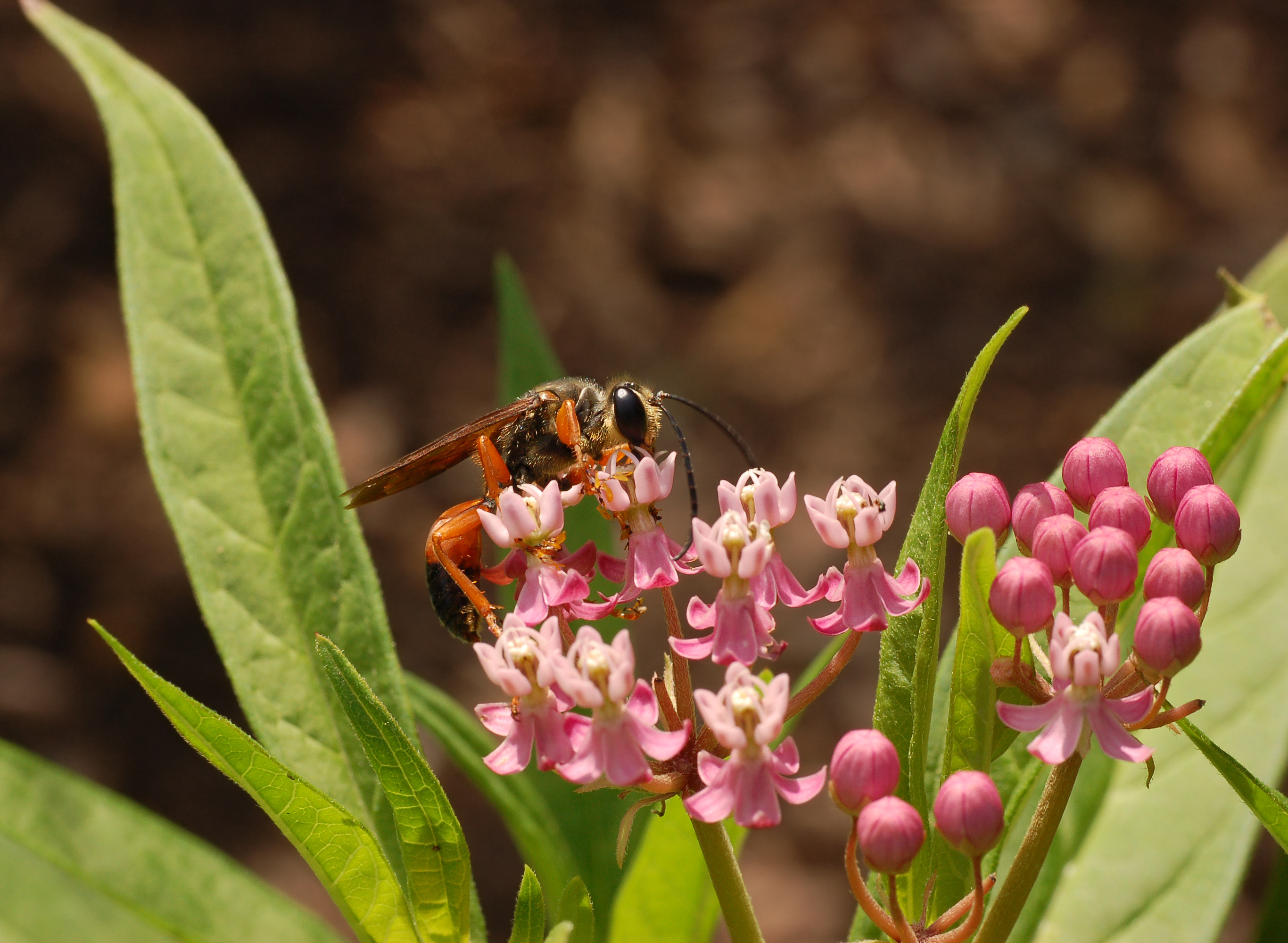
Virágai a nektárt fogyasztó Sphex ichneumoneus kaparódarázzsal
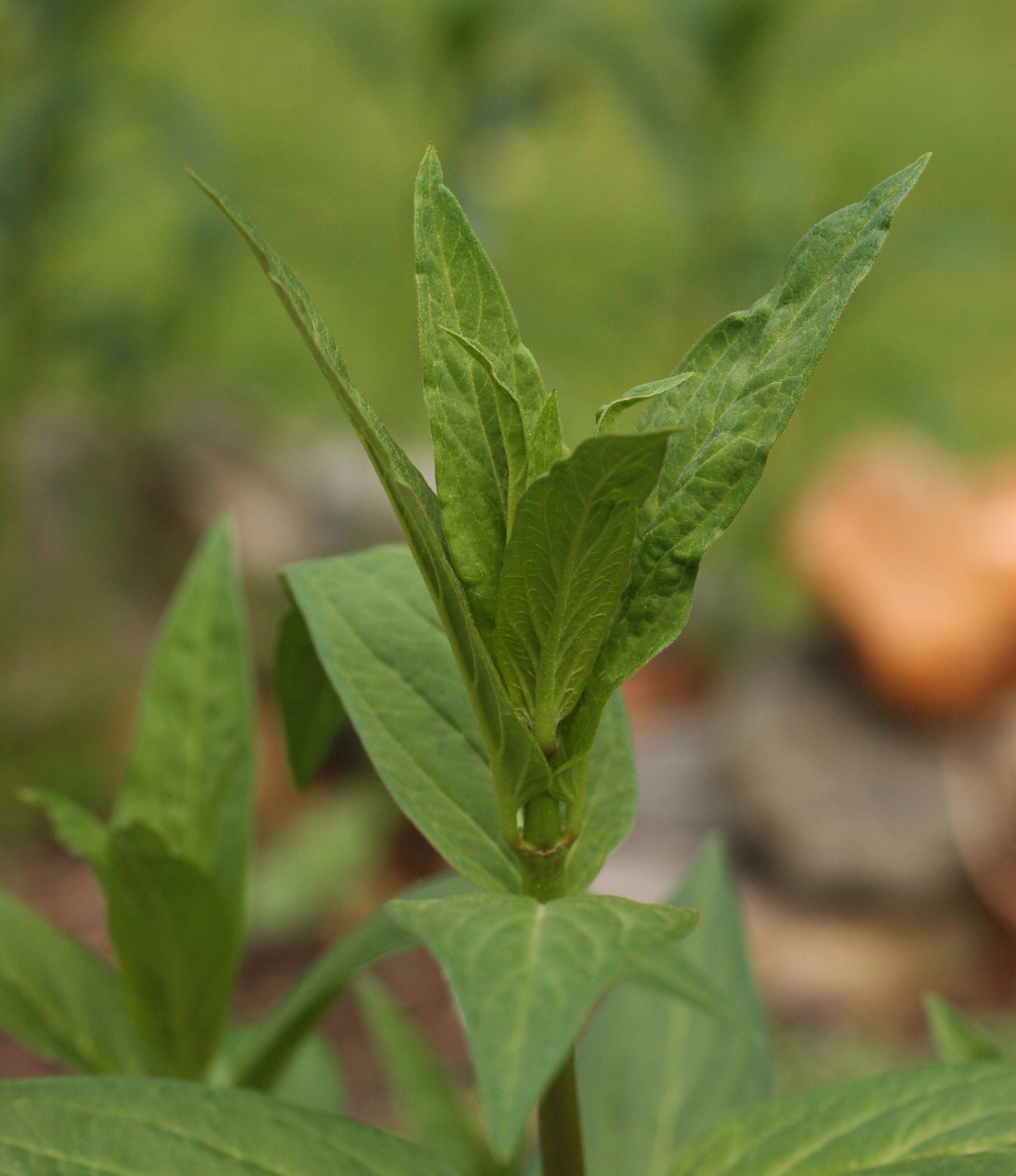
A szárból eredő levelek
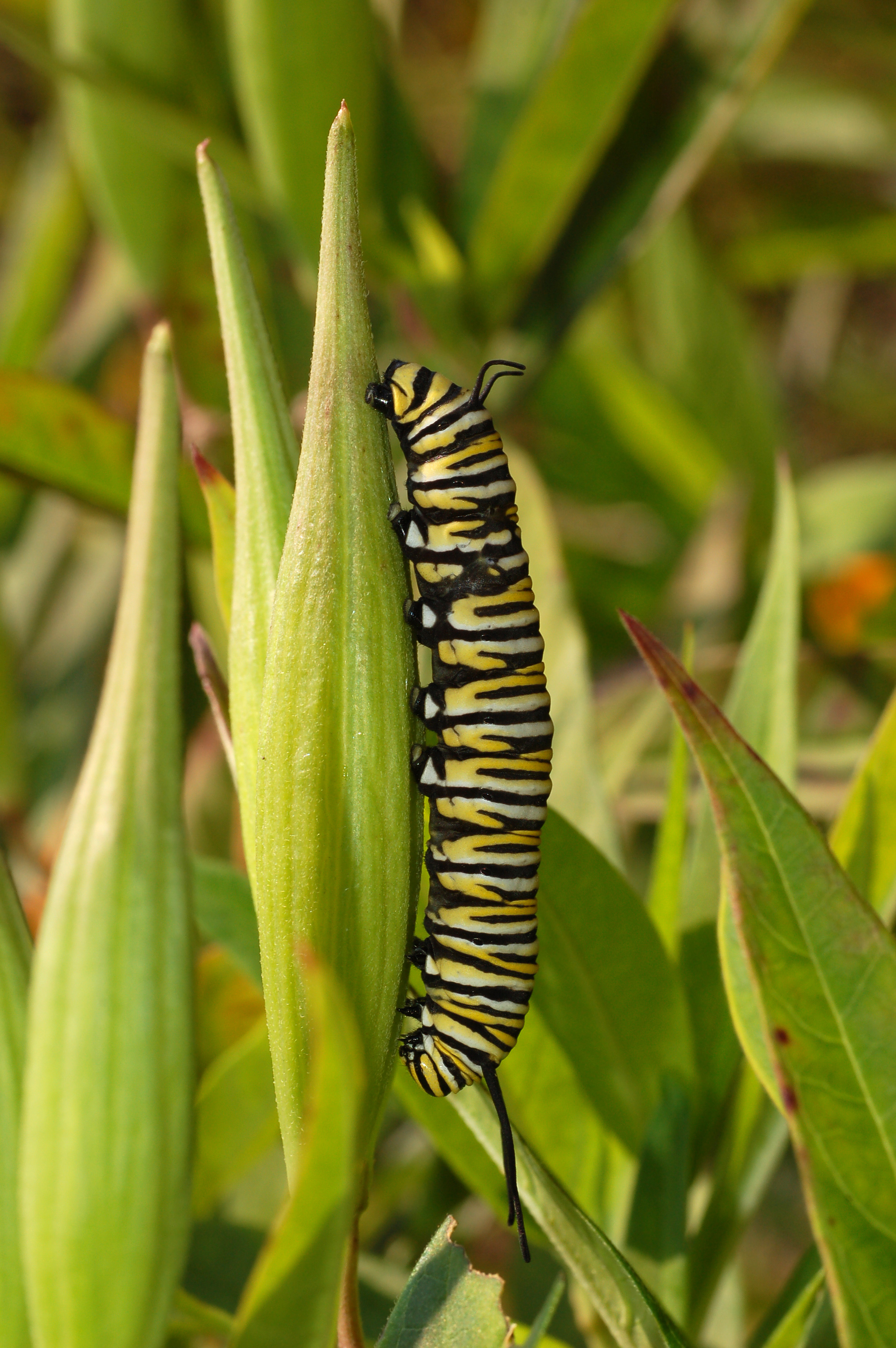
Toktermése pompás királylepke hernyójával

## Fordítás
- Ez a szócikk részben vagy egészben az Asclepias incarnata című angol Wikipédia-szócikk ezen változatának fordításán alapul.  Az eredeti cikk szerkesztőit annak laptörténete sorolja fel. Ez a jelzés csupán a megfogalmazás eredetét és a szerzői jogokat jelzi, nem szolgál a cikkben szereplő információk forrásmegjelöléseként.